# Siobhan Fahey
Pour les articles homonymes, voir Fahey.
Máire Siobhán Deirdre Fahey, née le 10 septembre 1958 à Dublin, est une auteure-compositrice-interprète irlandaise.
Elle est connue pour avoir été fondatrice du groupe anglais Bananarama et du groupe Shakespears Sister.

## Biographie
En 1987, elle épouse Dave Stewart du groupe Eurythmics